# Zimbabwes Billie Jean King Cup-lag
Zimbabwes Billie Jean King Cup-lag representerar Zimbabwe i tennisturneringen Billie Jean King Cup, och kontrolleras av Zimbabwes tennisförbund.

## Historik
Zimbabwe deltog första gången 1966, då som Rhodesia. Laget har som bäst spelat åttondelsfinal, vilket man gjorde första året man medverkade.